# Rostislav Čada
Rostislav Čada (* 31. Mai 1954 in Brno, Tschechoslowakei) ist ein ehemaliger tschechischer Eishockeyspieler und jetziger -trainer. Seit 2020 ist er Cheftrainer der Bratislava Capitals aus der länderübergreifenden ICE Hockey League.

## Karriere
Rostislav Čada begann seine Karriere als Eishockeyspieler in seiner Heimatstadt in der Nachwuchsabteilung von TJ Zetor Brno, für dessen Profimannschaft er in der Saison 1973/74 sein Debüt in der 1. Liga, der höchsten tschechoslowakischen Spielklasse, gab. In den folgenden beiden Jahren leistete er seinen Militärdienst ab und spielte währenddessen für den Armeesportverein ASD Dukla Jihlava. Anschließend kehrte er für weitere vier Jahre zu TJ Zetor Brno zurück. Von 1980 bis 1983 stand er in der zweitklassigen 1. ČNHL auf dem Eis, zunächst eine Spielzeit lang für den HC Vyškov und anschließend zwei Spielzeiten lang für den HC Žďár nad Sázavou. Anschließend beendete er im Alter von 29 Jahren seine aktive Karriere.  
Von 1984 bis 1988 war Čada als Trainer im Nachwuchsbereich seines Heimatvereins TJ Zetor Brno aktiv. Anschließend verbrachte er je eine Spielzeit als Assistenztrainer beim Zweitligisten SK Královo Pole sowie bei TJ Zetor Brno in der 1. Liga. Von 1990 bis 1995 war der Tscheche als Cheftrainer für den HC Ascona aus der 1. Liga, der dritten Schweizer Spielklasse, zuständig. Es folgten zwei Jahre bei den U20-Junioren des HC Ambrì-Piotta aus der Nationalliga A, bei dem er von 1997 bis 2001 Assistenztrainer war, ehe er eineinhalb Spielzeiten lang das Amt als Cheftrainer bei Ambrì übernahm. Mit den Schweizern gewann er als Assistenztrainer in der Spielzeit 1999 den IIHF Continental Cup. Im Laufe der Saison 2002/03 schloss er sich als Cheftrainer dem SK Horácká Slavia Třebíč aus der 1. Liga, der zweiten tschechischen Spielklasse, an. 

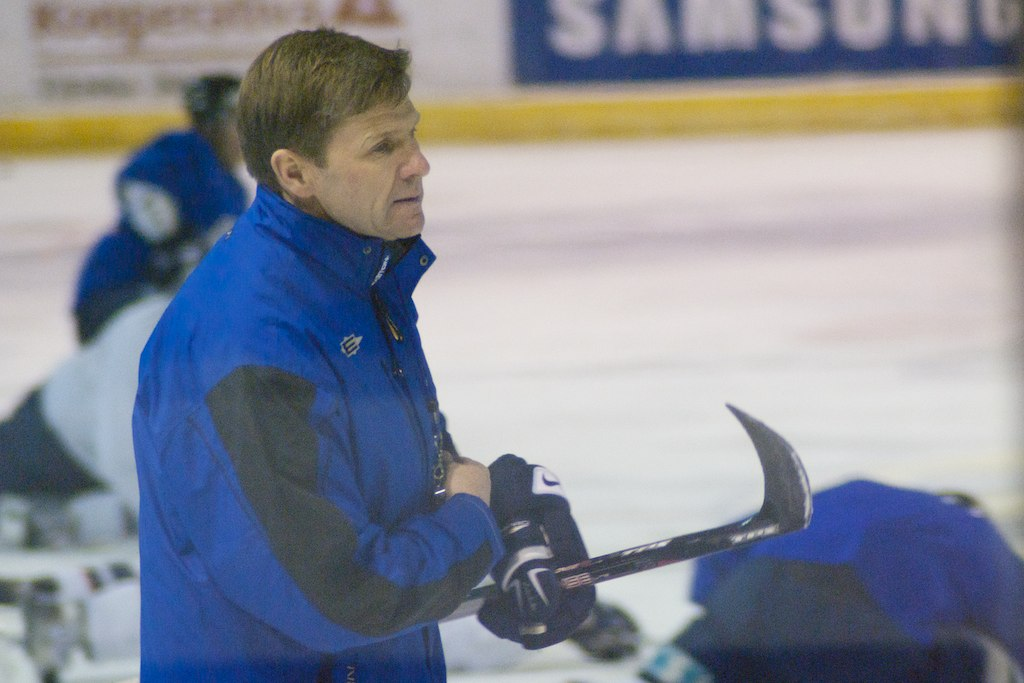
Rostislav Čada als Trainer des HC Košice

In der Saison 2003/04 stand der Tscheche beim HC Lasselsberger Plzeň in der tschechischen Extraliga hinter der Bande, ehe er ab November 2004 seinen Stammverein HC Kometa Brno in der 1. Liga betreute. In der Saison 2005/06 war er für die U20-Junioren der Kloten Flyers in der Schweiz zuständig. Die Saison 2006/07 begann er beim HC Slovan Bratislava in der slowakischen Extraliga, verließ diesen jedoch im Dezember und unterschrieb einen Vertrag bei Kometa Brno in der tschechischen 1. Liga. Dort blieb er bis Januar 2008, ehe er vom HC Košice aus der slowakischen Extraliga verpflichtet wurde. Während der Saison 2008/09 ersetzte er John Harrington als Chefcoach bei seinem Ex-Klub HC Ambrì-Piotta in der Schweizer NLA. Die folgenden beiden Jahre verbrachte er wieder beim HC Košice in der slowakischen Extraliga. Mit diesem gewann er in den Jahren 2010 und 2011 jeweils den nationalen Meistertitel.
Zur Saison 2011/12 wurde Čada vom HK Awangard Omsk aus der Kontinentalen Hockey-Liga verpflichtet. Mit diesem erreichte er auf Anhieb das Playoff-Finale um den Gagarin-Pokal, unterlag in diesem mit seiner Mannschaft jedoch dem OHK Dynamo mit 3:4 Siegen. Zur folgenden Spielzeit wechselte er zum slowakischen KHL-Neuling HC Slovan Bratislava, bei dem er bis zum September 2014 an der Bande stand. Anschließend wurde er von den Bílí Tygři Liberec aus der tschechischen Extraliga verpflichtet, bei denen er Pavel Hynek als Cheftrainer ersetzte. Wenige Monate später, im Januar 2015, trat er von diesem Posten aus gesundheitlichen Gründen zurück.
In der Saison 2015/16 war Čada erneut Cheftrainer beim HC Košice. Im Januar 2017 kehrte er als U20-Nachwuchstrainer zum Ambrì-Piotta zurück und stand dort bis zum Ende der Saison 2018/19 unter Vertrag.
Seit 2020 betreut er die Bratislava Capitals aus der länderübergreifenden ICE Hockey League.

## Erfolge und Auszeichnungen
- 1999 IIHF-Continental-Cup-Gewinn mit dem HC Ambrì-Piotta (als Assistenztrainer)
- 2010 Slowakischer Meister mit dem HC Košice (als Cheftrainer)
- 2011 Slowakischer Meister mit dem HC Košice (als Cheftrainer)